# ...I Care Because You Do
...I Care Because You Do es un álbum de música electrónica de Richard D. James, bajo el seudónimo de Aphex Twin. El tercer álbum de estudio de James publicado bajo este alias. El disco se puso a la venta el 24 de abril de 1995.
El álbum se aleja del anterior sonido en SAW II, usando mayor percusiones y fusiones con acid house, ambient o techno. Muestra largos loops de caja de ritmos cubiertos por múltiples capas de sintetizador analógico, con piezas ocasionales de cuerda. Este álbum marca el final de la primera etapa analógica de James, produciendo durante la siguiente década álbumes compuestos en ordenador, hasta la llegada de Analord.

## Lista de canciones
En la contraportada del álbum cada canción aparece escrita con la caligrafía del propio James, acompañando a cada título el año en que fue originalmente grabada, del modo siguiente:
| N.º | Título                       | Fecha original de grabación | Duración |  |
| 1.  | «Acrid Avid Jam Shred»       | 1994                        | 7:39     |  |
| 2.  | «The Waxen pith»             | 1993                        | 4:50     |  |
| 3.  | «Wax the nip.»               | 1990                        | 4:19     |  |
| 4.  | «Icct Hedral (edit)»         | 1994                        | 6:07     |  |
| 5.  | «VENTOLIN (Video Version.)»  | 1994                        | 4:29     |  |
| 6.  | «COME ON, YOU SLAGS!»        | 1990                        | 5:45     |  |
| 7.  | «Start as you Mean to go on» | 1993                        | 6:05     |  |
| 8.  | «Wet tip hen ax»             | 1994                        | 5:17     |  |
| 9.  | «mookid.»                    | 1994                        | 3:52     |  |
| 10. | «Alberto Balsalm»            | 1994                        | 5:11     |  |
| 11. | «cow cud is a twin.»         | 1994                        | 5:34     |  |
| 12. | «next heap with.»            | 1993                        | 4:43     |  |

## Listas de éxitos
| Listas (1995)   | Máxima posición |
| --------------- | --------------- |
| UK Albums Chart | 24              |